# Salim ibn Thuwaini
Sultan Salim ibn Thuwaini Al Sa'id (arabisch سيّد سالم بن ثويني آل سعيد, DMG Sayyid Sālim b. Ṯuwainī Āl Saʿīd; * unbekannt; † 7. Dezember 1876 in Hyderabad) war vom 14. Februar 1866 bis Oktober 1868 Sultan von Maskat und Oman.